# Březnové zákony

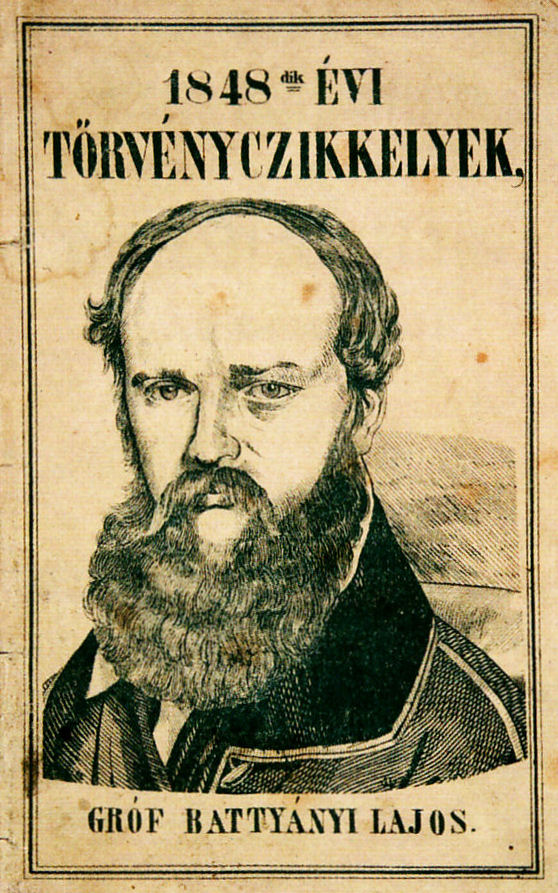
Zveřejnění březnových zákonů s podobiznou premiéra Lajose Batthyányho.

Březnové zákony nebo březnové konstituční zákony (maďarsky Áprilisi törvények — Dubnové zákony) bylo 31 zákonů, které přijal uherský sněm v Bratislavě 15. března 1848 na začátku revoluce v roce 1848, a které vstoupily v platnost 11. dubna 1848 podpisem císaře v bratislavském Primaciálním paláci. Zákony ukončily metternichovský absolutismus. 
Hlavní body zmíněné v těchto zákonech byly:
- zrušení poddanství (pouze pro urbariální rolníky) - odstranění roboty, církevního desátku, zeměpanského devátku a jiných poddanských povinností
- zavedení všeobecného zdanění
- zrušení nezcizitelnosti půdy
- zrušení místodržitelské rady a uherské dvorské kanceláře
- omezení pravomocí (rakouského a uherského) krále a vlády ve Vídni; praktické zredukování rakouské monarchie na personální unii Rakouska a Uherska (vídeňské orgány mohly spolurozhodovat jen ve věcech vojenství, financí a zahraničních věcí)
- ustanovení první samostatné (na Vídni nezávislé) uherské vlády
- zaručení základních lidských a občanských práv
- povolení tvorby ozbrojených národních gard
- majetkový a vzdělanostní cenzus na volby (celkově mohlo volit 6% obyvatelstva)
- prohlášení maďarštiny za úřední jazyk

Zákony nezaručovaly práva žádným jiným uherským národům kromě maďarského, ačkoli Nemaďaři v té době tvořili přibližně 60% obyvatelstva. V marxistickém pojetí zakončily v Uhersku feudalismus a zahájily období kapitalismu.

## Předehra
Už od listopadu roku 1847 probíhal v Bratislavě uherský sněm. Hlavním požadavkem bylo zrušení poddanství. Většina šlechty neprojevovala zájem o radikálnější reformy. 
13. března 1848 vypukla revoluce ve Vídni. (11. března byly zformulovány požadavky českých národovců.) Císař Ferdinand V. ze strachu okamžitě odvolal knížete Metternicha (viz Metternichův absolutismus) z funkce a přislíbil přijetí ústavy. Zprávy o revoluci ve Vídni a radikalizaci v Pešti vyústily do přijetí Březnových zákonů. Jejich navrhovatelem byl Lajos Kossuth.

## Následky
Se zákony byla nespokojená jak Vídeň, tak nemaďarské národnosti, jakož i osoby, na které se zrušení poddanství ani nové volební právo nevztahovalo. Důsledkem byla:
- občanská válka (vzpoury) na více místech v Uhersku - začala bezprostředně po 15.3.
- válka Maďarů proti Rakušanům (Vídni) - začala v zimě 1848, trvala do 1849
- války Maďarů proti většině Nemaďarů v Uhersku, konkrétně proti Chorvatům, Srbům, Slovákům, Rusínům, Rumunům a rumunským Němcům (1848 - 1849), viz například Slovenské povstání